# Teatro nacional Eslovaco
El Teatro nacional Eslovaco (en eslovaco: Slovenské národné divadlo; abreviado SND) se refiere a tres estructuras teatrales diferentes en el país europeo de Eslovaquia:
- El más antiguo teatro profesional de Eslovaquia[1][2] que consta de 3 conjuntos (ópera, ballet y teatro),
- Un edificio del teatro neo-renacentista en el casco antiguo de Bratislava, Eslovaquia, que antiguamente albergaba dos de los conjuntos del teatro (ópera y el ballet, el teatro se mudó a otro lugar), y
- El gran y moderno edificio del teatro en Bratislava cerca del Danubio, que se inauguró el 14 de abril de 2007.